# Пинский диоцез
Пинский диоцез (белор. Пінская дыяцэзія, лат. Dioecesis Pinskensis) — католическая епархия (диоцез) в Беларуси с центром в городе Пинск. Площадь — 72,7 тыс. км². Суффраганн по отношению к Минско-Могилёвскому архидиоцезу. С 3 мая 2012 года диоцез возглавляет иерарх Антоний Демьянко.

## История
Первая попытка основать епархию с центром в Пинске была сделана в 1794 году могилёвским архиепископом С. И. Богушем-Сестранцевичем. Однако в 1798 году папский нунций в России Л. Литта расторгнул диоцез как неканонически созданный. В том же году на основании папской буллы и императорского указа была основана Минская католическая епархия, в состав которой вошла территория ликвидированной Пинской католической епархии.
Позднее, в 1917 году, Минская епархия была восстановлена, однако в начале 1920-х годов её иерарх Зигмунд Лозинский был вынужден оставить Минск и искать новую резиденцию, которой стал Пинск в границах Польши. 28 октября 1925 года апостольской конституцией «Vixdum Poloniae unitas» был создан Пинский диоцез, который фактически существовал до 1939, а формально до — 1946 года (время смерти епископа). Диоцезом управляли епископы пинские: Зигмунд Лозинский, (1925—1932), Казимеж Букраба (1932—1946).
В 1991 году епархия восстановлена в границах Брестской и Гомельской областей в подчинении Минско-Могилёвскому архидиоцезу.

## Структура
Занимает территорию Брестской и Гомельской областей. Центр — город Пинск. К диоцезу относится Пинская семинария. Диоцез насчитывает 60 приходов. Кафедральный собор — Собор Вознесения Пресвятой Девы Марии, имеющий почётный статус малой базилики.

### Деканаты
- Барановичский
- Брестский
- Гомельский
- Ляховичский
- Мозырский
- Пинский
- Пружанский
- Новомышский
- Кобринский

## Епископы
- епископ Зигмунд Лозинский (1925—1932)
- епископ Казимир Букраба (1932—1946)
  - епископ Владислав Яндрушук (1967—1991) (апостольский администратор)
  - кардинал Казимир Свёнтек (1991—2011) (апостольский администратор)
  - архиепископ Тадеуш Кондрусевич (2011—2012 (апостольский администратор)
- епископ Антоний Демьянко (с 3 мая 2012)